# Église Saint-Denis de Sanvic
 (octobre 2024).
Si vous disposez d'ouvrages ou d'articles de référence ou si vous connaissez des sites web de qualité traitant du thème abordé ici, merci de compléter l'article en donnant les références utiles à sa vérifiabilité et en les liant à la section « Notes et références ».
 (octobre 2024).
L'église Saint-Denis est une église paroissiale située dans le quartier de Sanvic, au Havre, en Seine-Maritime, Normandie. Elle est dédiée à saint Denis et remonte au XIe siècle. L'église actuelle a été reconstruite au XIXe siècle après la destruction de l'édifice d'origine.

## Histoire

### Origines
La première mention de l'église Saint-Denis de Sanvic remonte à 1035. Elle dépendait alors de l'abbaye de Montivilliers. Le bâtiment initial comprenait une tour en calcaire du XIe siècle surmontée d'une flèche carrée, un chœur et des chapelles latérales datant du XIIe siècle, ainsi qu'une nef du XVIIIe siècle. En 1806, l'église subit une restauration importante sous la direction du charpentier Angammare et du maçon Donche. L'église fut démolie en 1855.

### Reconstruction auXIXesiècle
La reconstruction de l'église fut confiée à l'architecte A. Leplay, qui réalisa une première tranche de travaux en 1854. La première pierre de la nouvelle église fut posée en 1857. Bien que la tour du XIe siècle ait été conservée dans un premier temps, elle fut détruite par un ouragan en 1859. L'architecte de la ville du Havre, Émile Platel, prit la relève en 1858 et fut suivi par Oscar Martin en 1861, qui réalisa la façade et le portail. La nouvelle église, bien que non achevée, fut consacrée en 1867. Elle fut terminée en 1891.

## Architecture
L'église Saint-Denis de Sanvic adopte un plan en croix latine avec une nef unique et des voûtes d'ogives. La structure est principalement réalisée en brique, silex et pierre de taille, suivant un appareil à assises alternées. Le toit est couvert de tuiles plates et d'ardoises. La façade et le portail ont été conçus par Oscar Martin et achevés dans les années 1860.

### Matériaux
- Gros-œuvre : calcaire, silex, brique, pierre de taille.
- Couverture : tuile plate, ardoise.
- Structure : voûte d'ogives, toit à longs pans, flèche carrée.

## Statut et protection
L'église est aujourd'hui une propriété publique et fait partie du patrimoine de la région Normandie. Elle est étudiée dans le cadre de l'inventaire topographique de l'agglomération du Havre.